# HYMN
HYMN är en svensk nättidning om musik, som våren 2015 blev en fristående del av bildbyrån Rockfotos redaktionella innehåll, fram till dess kallat Rockfoto Magasin.
Innehållet består bland annat av nyheter, intervjuer, recensioner, guider, krönikor och bildreportage, samt stående inslag som Veckans fynd, Redaktionens favoriter och Månadens PS.
I april 2017 tilldelades HYMN utmärkelsen SIMBA Media Award.